# Alrakis
Alrakis oder Arrakis (arabisch الراقص, DMG ar-rāqiṣ ‚der Tänzer bzw. das trabende Kamel‘) ist der Eigenname des Sternes μ Draconis (My Draconis). Alrakis ist ein spektroskopischer Doppelstern mit einer scheinbaren Helligkeit von etwa 5 mag. Seine Entfernung beträgt ca. 88 Lichtjahre (Hipparcos-Datenbank).